# Babelomurex cariniferus
Babelomurex cariniferus е вид коремоного от семейство Muricidae.

## Разпространение и местообитание
Видът е разпространен от Средиземно море до западното крайбрежие на Африка (Канарските острови, Кабо Верде и Ангола).
Среща се в кораловите рифове сред корали и водни гъби на дълбочина от няколко метра до повече от 1000.